# Andrejev dom na Slemenu
Andrejev dom na Slemenu – schronisko turystyczne na Pohorju w Słowenii.

## Opis
Schronisko stoi na słonecznej polanie północno-wschodniej stronie szczytu Sleme (1167 m) w paśmie, które łączy Uršlja gore ze Smrekovcem. Sleme nazywa się też pobliska przełęcz, gdzie regionalna droga Šoštanj – Črna przejeżdża ze Styrii do Karyntii. Schronisko wybudowano w latach 1951/52 z inicjatywy PD (Towarzystwa Górsiego) Šoštanj przy ochotniczej pracy miłośników gór i przede wszystkim ówczesnych pracowników garbarni w Šoštanju; uroczyście je otwarto 21 września 1952. Nazwali je na cześć Andreja Stegnara (1906-1981), inicjatora budowy schroniska, ówczesnego prezesa PD Šoštanj i dyrektora garbarni w Šoštanju. W 1960 zaczęto budować przybudówkę, którą otwarto 16 lipca 1961. Do roku 1975 domem zrządzało PD Šoštanj, potem zaś je przejęła garbarnia, która dom odnowiła i nowocześnie wyposażyła, później zaś urządzono centralne ogrzewanie, doprowadzono telefon i urządzili otoczenie.
Schronisko jest stale otwarte. W dwóch częściach gościnnych są 84 siedzenia, lada barowa; przy stołach przed schroniskiem są 52 siedzenia; w 15 pokojach jest 31 łóżek, w trzech wspólnych noclegowniach zaś 52 miejsca; WC, umywalnia i prysznic z ciepłą i zimną wodą; centralne ogrzewanie, woda bieżąca, prąd, telefon.

## Widok
Widok  jest otwarty tylko na wschód i południe, na zachód go całkiem zasłania las, na północnej stronie zaś między drzewami widać tylko Uršlją gorę. Na wschód i południowy wschód widzimy wzgórza, które schodzą do Šaleškiej doliny i kominy šoštanjskiej elektrociepłowni, Ponikevski płaskowyż, Gorę Oljkę, Savinjska dolinę od Gomilskiego do Celja, Pogórze Posawskie (Posavsko hribovje) z Kumem, na południe zaś w pobliżu Belej Vody i Golty, jeśli pójdziemy kilka kroków na wschód od schroniska, pokaże się także Smrekovec.

## Dostęp
- samochodem regionalna drogą Šoštanj – Črna na Koroškem do przełęczy Spodnje Sleme, do schroniska 500 m
- samochodem lokalną i leśna drogą z Šoštanja do Belich vod, przez Napočke pečine– 1 h 30
- lokalną i leśna drogą z Ravnych na Koroškem koło schroniska narciarskiego (smučarska koča) i schroniska na Naravskich ledinach do parkingu pod Malim vrhem, 16 km, koło schroniska na Uršljej gorze – 2 h 30.
- ze Slovenj Gradca, SPP-em koło Poštarskiego domu pod plešivcem i schroniska na Uršljej gorze – 6 h
- z Prevaljów, przez Leše i koło schroniska na Uršljej gorze – 6 h
- z Mežicy, koło sv. Lenarta i schroniska na Ursljej gorze – 6 h 30
- lokalną drogą Mežica – Črna na Koroškem, z Žerjava ob Jazbinškem potoku do gospodarstwa Krstavčnik, koło schroniska na Naravnich ledinach i schroniska na Uršljej gorze – 5 h
- lokalną drogą z Ljubnego ob Savinji przez Ljubenske rastke do Mačkinego kotu, 9 km, do schroniska – 4 h
- z Ljubnego ob Savinji przez Golte i koło schroniska na Smrekovcu – 8 h
- lokalną drogą z Mozirja do Mozirskiego schroniska na Goltach, 15 km, koło schroniska na Smrekovcu – 5 h

Do Ravnego na Koroškem i Prevaljów można się dostać pociągiem, a do Slovenj Gradca, Mežicy, Šoštanja, Mozirja i Ljubna ob Savinji także autobusem.

## Szlaki turystyczne
- schronisko na Uršljej gorze (1680 m), 2,30 h (łatwy szlak)
- Poštarski dom pod Plešivcem (805 m), koło Križa, 3 h (łatwy szlak)
- schronisko na Naravskich ledinach (1072 m), koło Križa, 2 h (łatwy szlak)
- schronisko na Smrekovcu (1377 m), 2,30 h (łatwy szlak)
- Mozirskie schronisko na Goltach (1356 m), 5 h (łatwy szlak)
- Smrekovec (1577 m), 3 h (łatwy szlak)
- Uršlja gora (1699 m), 2 h (łatwy szlak)